# Arif Aziz
 (mars 2024).
Arif Azizov (en azéri : Arif Möhübəli oğlu Əzizov; né le 3 janvier 1943 à Bakou) est un  Peintre du peuple d'Azerbaïdjan (2018).

## Biographie
En 1962, Arif Mohubali oghlu Azizov est diplômé de l’Institut national de la culture et des arts d’Azerbaïdjan. Il étudie ensuite le graphisme à Moscou pendant cinq ans. Depuis le début des années 1970, il enseigne les beaux-arts dans les écoles d’art du pays. En 2005, il dirige la chaire de peinture de l’Université Beykent d’Istanbul (Turquie), qu’il occupe jusqu’en 2007. Il devient doyen de l'Université d'État de la culture et des arts d'Azerbaïdjan.
En 2023, il reçoit un diplôme honorifique du président de la République d'Azerbaïdjan.

## Création
Au début de son œuvre, Arif Azizov est obligé de suivre les enseignements du réalisme socialiste et peindre des images glorifiées des valeurs communistes. Malgré cette limitation, il trouve un moyen de contourner les restrictions de l’ère soviétique et  peint les monuments, les villes et les paysages de son pays natal dans un style d’art figuratif. Dans son art, Azizov combine également le visage humain avec les motifs traditionnels de son pays natal, ainsi qu'avec les impressions recueillies lors de ses voyages en Afrique, à Moscou, à Paris, en Turquie et en Inde.
On pense qu’Azizov contribue à la création de l’école d’art abstrait, qui influence de nombreux jeunes peintres azerbaïdjanais.

## Collections et expositions
Les œuvres d'Arif Aziz font partie des collections suivantes :
- Musée du tapis d'Azerbaïdjan à Bakou
- Musée d'art moderne de Bakou
- Musée d'art moderne de Moscou
- Musée national d'art du Sénégal à Dakar;

- Exposition personnelle : Dance of Spirit, Galerie Michael Schultz, Berlin 2015
- Exposition personnelle : Galerie RTR, Paris 2013
- Exposition collective : Maison Centrale des Peintres, Moscou 2011[4]